# مركز مطربة
مركز مطربة سعودية، تابعة لإمارة منطقة القصيم تقع في غرب منطقة القصيم وهي قرية عامرة بسكان والمساكن .

## التاريخ
هي مركز مشهورة ومعروفة في غرب منطقة القصيم وأول من نزله هم المواعزة وهي قريبة من محمية نفود العريق. وقامت في العهد السعودي وهي من قرى المواعزة من بني عمرو

## السكان
سكانها المواعزة من بني عمرو من قبيلة حرب

## الموقع الجغرافي
تقع غرب منطقة القصيم وتبعد عن محافظة عقلة الصقور 40 كم. وتبعد عن محافظة الرس حوالي 167 كم. وعن مدينة بريدة قرابة حوالي 224 كم .

## المناخ
المناخ قاري صحراوي، حار جاف صيفًا بارد مُمطر شتاء، وتبلغ درجة الحرارة صيفًا 45°م، وفي الشتاء تصل 3- مادون الصفر ومتوسط سقوط المطر 145 ملم.